# 쉴렘관
쉴렘관(Schlemm's canal)은 혈관과 림프관의 중간 형태로, 방수가 안구의 앞방(전안방)에서 정맥 속으로 흘러들어가는 통로를 말한다. 독일의 해부학자인 프리드리히 쉴렘이 발견하였으며 1829년 해부학자인 라우트에 의해 처음 기술되었다.

## 같이 보기
- 안압